# ریگ (جغرافیا)

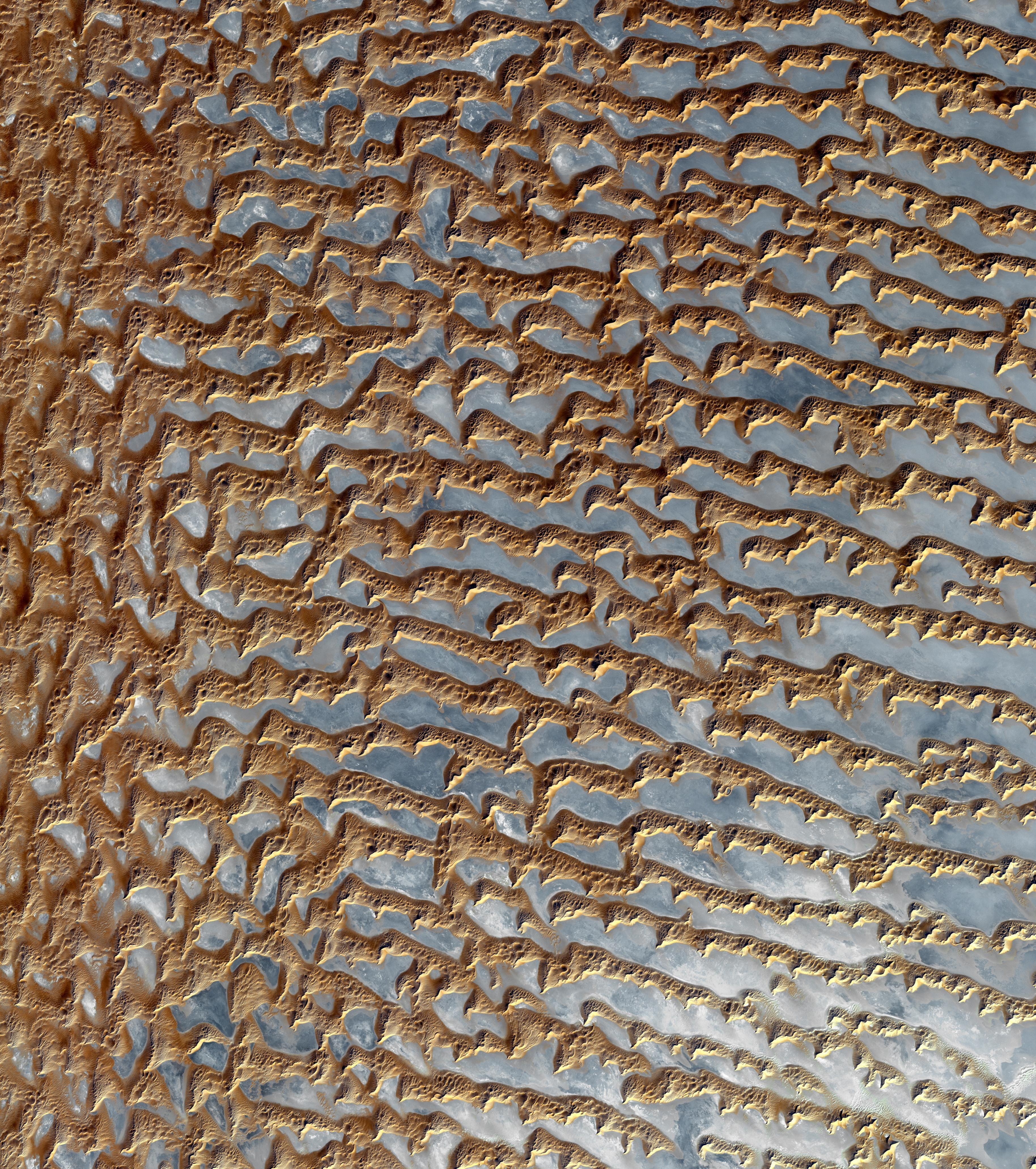
تصویر ماهواره‌ای ربع‌الخالی، بزرگ‌ترین ریگ دنیا در عربستان سعودی

ریگ یا اِرگ (عرق) به نواحی وسیع و هموار در بیابان گفته می‌شود که با پهنه‌های ماسه‌ای حمل‌شده توسط باد پوشیده شده است. به عبارت دقیق‌تر ریگ پهنه‌ای از بیابان است که بیش از ۱۲۵ کیلومترمربع یا بیش از ۲۰ درصد از مساحت آن را ماسه‌های ناشی از فرسایش بادی پوشانده است. پهنه‌های کوچک‌تر را میدان ماسه‌ای (dune fields) می‌نامند.
صحرای بزرگ آفریقا با مساحت ۹ میلیون کیلومتر مربع دارای چندین ارگ وسیع مانند عرق شاش‎‎ و عرق عیساوان (Issaouane Erg) در الجزایر است. حدود ۸۵٪ از همه ماسه‌های متحرک دنیا در ارگ‌هایی یافت می‌شود که مساحت آن‌ها بیش از ۳۲۰۰۰ کیلومتر مربع است.
ارگ بر روی دیگر اجرام آسمانی مانند زهره (سیاره)، مریخ و تیتان (قمر سیاره زحل) نیز یافت می‌شود.

## نام
اصطلاح ارگ از واژه عربی عرق (arq) به معنای پهنه تلماسه‌ای گرفته شده است. اعراب این توده‌های بزرگ ماسه‌‏ای را عِرق و جمع آنها را عارق می‌نامند، مانند عارق شرقی و غربی الجزایر. در ایران به این رشته‌های بزرگ ماسه‏‌ای ریگ (ریق) گفته می‌شود، مانند ریگ شتران واقع در بین یزد و طبس، ریگ دُهُلی واقع در جنوب شرق بیابان لوت و ریگ جن واقع در دشت کویر. ریگ یلان مهم‌ترین و بزرگ‌ترین ریگ ایران در شرق بیابان لوت پهنه‌ای به طول ۱۶۲ کیلومتر و عرض ۵۲ کیلومتر را اشغال کرده و ارتفاع هرم‌های ماسه‌ای آن به ۴۷۵ متر می‌‏رسد.